# كونراد أوت
كونراد أوت (بالألمانية: Konrad Ott)‏ هو فيلسوف ألماني، ولد في 20 مايو 1959 في برغكامن في ألمانيا.